# 里尼-于塞
里尼-于塞（法語：Rigny-Ussé，法語發音：[ʁiɲi yse]）是法国安德尔-卢瓦尔省的一个市镇，位于该省西部，属于希农区。该市镇于1860年由原市镇里尼（Rigny）和于塞（Ussé）合并而成。

## 地理
里尼-于塞（47°15'8"N, 0°17'57"E）面积13.97 平方千米，位于法国中央-卢瓦尔河谷大区安德尔-卢瓦尔省，该省份为法国中西部省份，北起萨尔特省、东北接卢瓦-谢尔省，东南接安德尔省，南至维埃纳省，西临曼恩-卢瓦尔省。
与里尼-于塞接壤的市镇（或旧市镇、城区）包括：布雷埃蒙、卢瓦尔河畔拉沙佩勒、于姆、里瓦雷讷、圣伯努瓦拉福雷、卢瓦尔河畔科托。

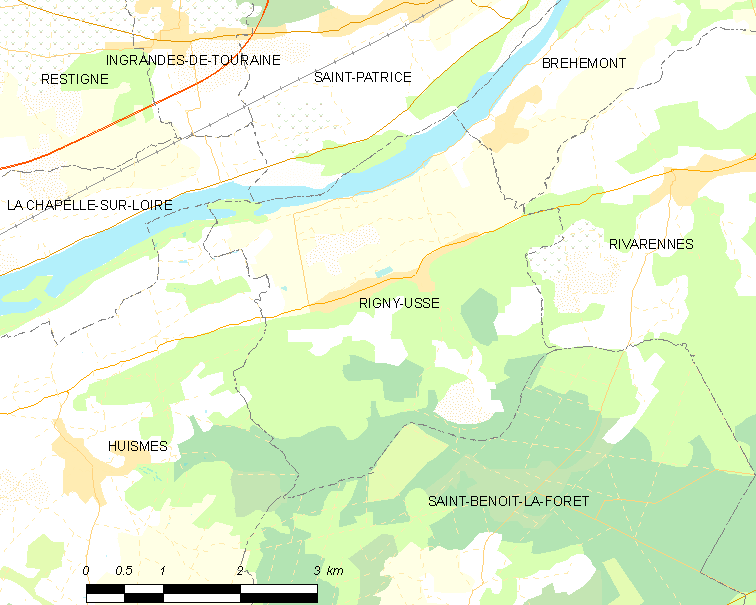
里尼-于塞的OSM定位图

里尼-于塞的时区为UTC+01:00、UTC+02:00（夏令时）。

## 行政
里尼-于塞的邮政编码为37420，INSEE市镇编码为37197。

## 政治
里尼-于塞所属的省级选区为希农县。

## 人口

1962-2008年间里尼-于塞人口变化图示

里尼-于塞于2022年1月1日时的人口数量为526人。